# Jeu d'argent au Liechtenstein
Les jeux d'argent au Liechtenstein ont un statut légal actuel, mais sont réglementés avec une limite d'âge à 18 ans pour les jeux d'argent fixe et une interdiction des jeux de loterie au moins de 16 ans.

## Histoire
Alors que le Liechtenstein a été le pionnier du loto en ligne en 1995, l’interdiction des jeux d’argent a été instaurée en 1949. La loi sur les jeux d‘argent a été adoptée le 30 juin 2010. Celle-ci légalise « l‘admission et la réalisation des loteries, des paris, des jeux d’adresse et des jeux d’argent en ligne ». En 2010, trois règlements ont été instaurés concernant les différentes catégories de jeux d’argent : 
- les casinos[5],
- les loteries et paris[6],
- les jeux d’adresse[7]
- à cela s'ajoute, en 2011, le règlement concernant les jeux d’argent en ligne[8].

Afin de lutter contre le blanchiment d'argent et d'autres formes de criminalité, les gérants de jeux d'argent en ligne ainsi que ceux des casinos sont soumis à la loi sur la diligence raisonnable.
Le Liechtenstein compte quatre casinos sur une superficie de 160 km2 ce qui lui a donné le surnom de « petit Las Vegas » ces dernières années. Avec une population de 38 557 habitants, le Liechtenstein dispose d'un casino pour 9 639 habitants et d'autres casinos sont en cours de planification. D'après l'Office de l'économie nationale, 80 % des clients des casinos du Liechtenstein résident en Suisse et seulement 7 % au Liechtenstein. En 2019, le revenu brut des jeux des quatre casinos liechtensteinois s’est élevé à 80 millions de francs suisses, ce qui montre une augmentation par rapport à 2018 où le revenu était de 53,4 millions de francs suisses. Le Casino Admiral à Ruggell avait le revenu le plus élevé avec 55,08 millions de francs suisses, suivi par le Casino Schaanwald avec 22,24 millions de francs suisses. Les casinos paient au fisc entre 29,64 et 37,12 % du revenu brut des jeux. En 2019, les casinos ont donc payé 29,75 millions de francs suisses d'impôts sur les gains réalisés.

## Casinos
Les services de jeu offerts par les casinos au Liechtenstein consistent en des tables de jeu, des machines à sous, des jackpots et autres installations de jeux similaires voire l'organisation de tournois de jeux. Le casino est obligé de posséder une licence correspondante qui est liée aux conditions conformes au modèle juridique des pays voisins. Actuellement, il existe quatre casinos au Liechtenstein.

### Casino Admiral Ruggell
Le premier qui a ouvert ses portes était le Casino Admiral à Ruggell le 9 août 2017. Actuellement, sur une surface de 2 850 m2, on y trouve :
- 275 machines à sous,
- 17 tables où les jeux sont joués en direct (dont sept tables de poker),
- trois bars,
- un restaurant,
- un espace événementiel
- et chaque week-end des tournois de poker et des Cash-Games.

De plus, il n’existe pas de code vestimentaire. Le jour de son anniversaire, chaque invité reçoit 50 CHF de crédit de jeu, 10 % de réduction pour un repas au restaurant (par personne) et un verre de Prosecco.

### Casino Admiral Triesen
Le deuxième casino du groupe Casino Admiral a été inauguré le 20 novembre 2019 à Triesen. Il est ouvert tous les jours, et est équipé de 80 machines à sous et de quatre tables de jeu pour jouer au blackjack et au poker. Il dispose également de deux machines à roulette avec six terminaux chacune, de trois jackpots et d’un bar.

### Casino Schaanwald
En octobre 2017, Casino Austria International a inauguré un casino à Schaanwald qui n’est situé qu'à 200 mètres de la frontière autrichienne. Le Casino Schaanwald offre huit tables (roulette américaine, blackjack et Ultimate Texas Hold’em) ainsi que 131 machines à sous.

### Grand Casino Liechtenstein
Le 11 décembre 2019, le Grand Casino Liechtenstein a ouvert à Bendern. Il deviendra le plus grand casino de la Principauté en termes de superficie avec 6 000 m2. Le site offre un casino, un restaurant et un hôtel. Le casino est équipé de plus que 250 machines à sous, quatre tables de roulette et six tables de poker.

## Interdiction et suspension de joueurs
Au Liechtenstein, il y a une différence fondamentale entre les suspensions (temporaires) et les interdictions (illimitées) de joueurs individuels. La nouvelle législation prévoit de collecter un grand nombre de données dans un registre électronique en ce qui concerne le domaine des jeux de hasard sur Internet. Les circonstances qui ont conduit à l'interdiction d'un joueur ainsi que les mesures de conseil et de soutien décidées et mises en œuvre doivent être consignées dans le registre par les opérateurs de jeux. Ce registre devrait aider pour le traitement thérapeutique des joueurs dépendants en fournissant des informations importantes.

## Critiques
Même si les casinos ainsi que l’État font du profit, beaucoup d’habitants s’inquiètent. Le parti politique « Die Freie Liste » a donc soumis une initiative dans le but d’augmenter la taxe sur les jeux de hasard. De plus, le sujet de l’addiction au jeu est un thème récurrent dans la presse. La principale critique à ce sujet est que la Suisse et le Liechtenstein n'échangent pas leurs listes de joueurs interdits. Depuis 2020, une base de données commune est en place dans le pays pour échanger des informations entre les casinos, ce qui facilite le refus d'accès d'un joueur à tous les casinos liechtensteinois le même jour. La question de savoir si les listes noires peuvent être échangées avec les pays voisins n'a toujours pas été résolue. Bien que la nouvelle loi suisse sur les jeux d'argent permette la transmission de ces données, les négociations entre le Liechtenstein et la Suisse n'ont pas encore commencé. Selon un article publié en janvier 2020, le nombre de personnes bloquées au Liechtenstein a augmenté de 940 à 1828 depuis décembre 2018. En Suisse, il y a 3 000 joueurs bloqués par an.
L'interdiction des casinons fait l'objet d'un référendum constitutionnel d'origine populaire fin janvier 2023.